# Hurkolt oszlop
Hurkolt oszlopra Magyarországon két helyen láthatunk példát. Az egyiket a Pannonhalmi Bencés Főapátság látogatóközpontjának kőtárában.

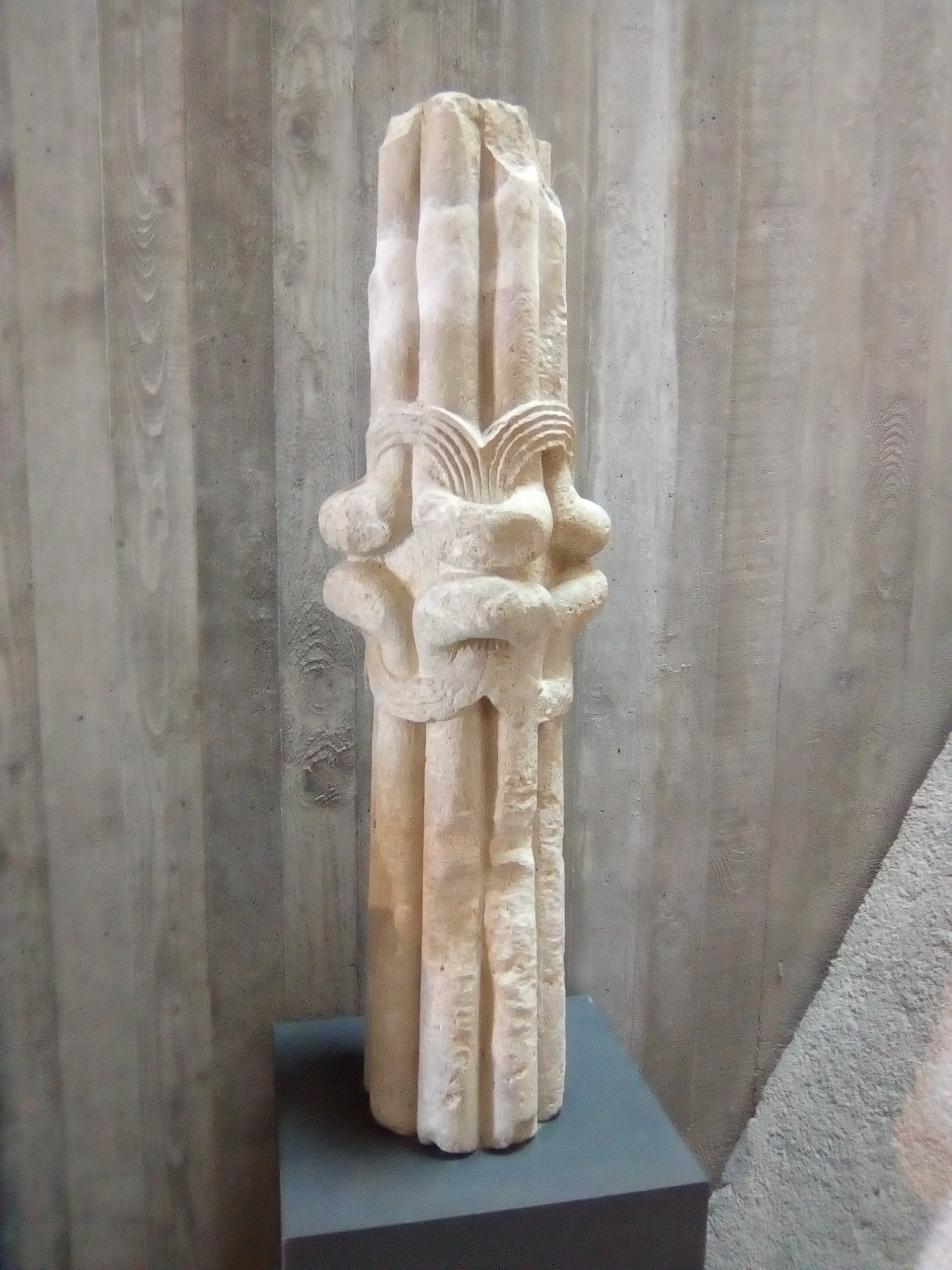
A Pannonhalmi Bencés Főapátság kőtárában található oszloptöredék.

Az oszloptöredék Főapátságon belüli eredeti felhasználási helye és keletkezésének pontos kora ismeretlen.
Másik magyarországi előfordulása Felsőörsön az Árpád-kori prépostsági templom nyugati homlokzatán látható. A kettős oszlopon itt is hurkolt hatású az oszlop egyedi architektúrája, míg a szimpla oszlopon inkább csomózás figyelhető meg.

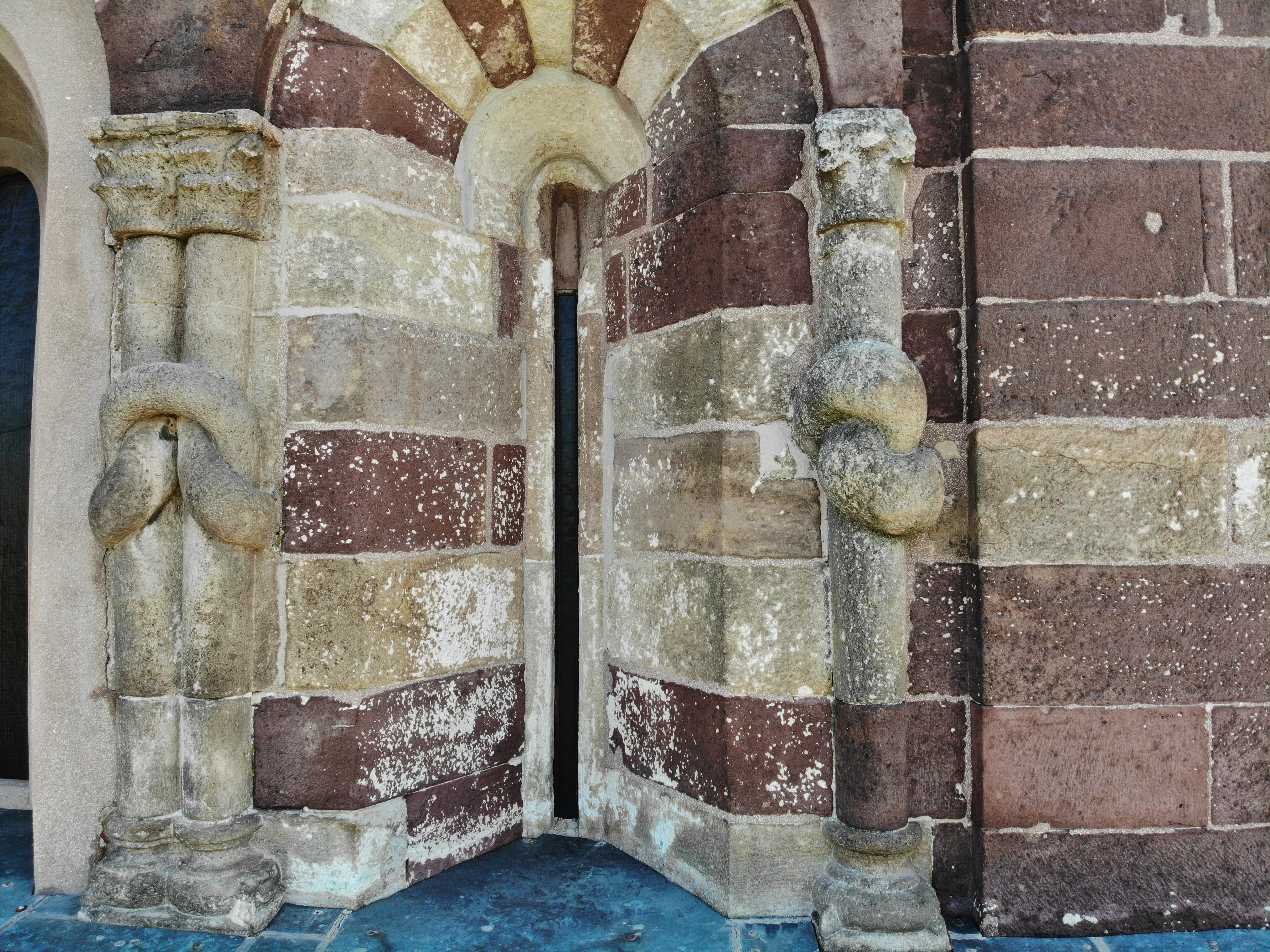
A felsőörsi prépostsági templom nyugati homlokzatán látható csomózott oszlopok.

Felsőörsön a különleges féloszlopok keletkezésüktől, a XIII. század első felétől eredeti helyükön láthatók és az emeleti lőrésablakokat elválasztó falrészletet díszítik. Összesen kettő dupla és kettő szimpla oszlopon látható csomózás a templom legdíszesebb, bejáratot is magában foglaló homlokzatán.
A pannonhalmi és a felsőörsi előfordulás között a művészettörténeti kutatások alapján nincs összefüggés.

## lásd még
- Csomós oszlop